# 영영축성비
영영축성비(嶺營築城碑)는 대구광역시 수성구 만촌동에 있는 비석이다. 1982년 3월 4일 대구광역시의 유형문화재 제4호로 지정되었다.

## 개요
임진왜란 때 허물어진 대구토성을 돌로 다시 쌓은 후 이를 기념하고자 세운 비이다.
비는 직사각형으로, 바닥돌 위에 비몸을 세운 간단한 모습이다. 비문에 의하면 성의 둘레는 2,124보(步)이며, 네 개의 문을 만들고 성을 지키기 위한 군량, 전포 등을 갖춘 창고를 두었다. 석성의 공사기간은 6개월이며, 동원된 인원은 78,534명에 달한다. 성이 완성된 뒤에는 여러 장사들을 모아 활쏘기대회를 열어 상을 주었다 한다.
경상도 관찰사였던 민응수가 나라에 건의하여 영조 13년(1737) 대구 남문 밖에 세워두었으며, 민응수가 비문을 짓고, 백상휘가 글씨를 썼다. 광무 10년(1906)에 성은 헐리게 되었고, 비는 1932년 향교로 옮겨 보존되다가 1980년 지금의 자리로 옮겨 놓았다.

## 같이 보기
- 대구석성

## 참고 자료
- 영영축성비 - 국가유산청 국가유산포털